# Spezifische Ventilatorleistung
Die spezifische Ventilatorleistung definiert in der Klimatechnik das Verhältnis von aufgenommener elektrischer Ventilatorleistung zum geförderten Luftvolumenstrom und wird SFP-Wert (specific fan power) genannt. Die spezifische Ventilatorleistung dient zur Kennzeichnung des elektrischen Energieverbrauchs und kennzeichnet den Leistungsgrad einer Ventilatoranlage, inkl. Riementrieb, Getriebe und Frequenzumrichter.
SFP = {\displaystyle {\frac {P}{q}}}
Dabei ist P die aufgenommene Leistung [W] und q der geförderte Luftvolumenstrom [m3/s]. Die spezifische Ventilatorleistung wird in Kategorien eingeteilt.
| Kategorie | spezifische Ventilatorleistung [Ws/m³] |
| --------- | -------------------------------------- |
| SFP-1     | <500                                   |
| SFP-2     | 500–750                                |
| SFP-3     | 750–1250                               |
| SFP-4     | 1250–2000                              |
| SFP-5     | 2000–3000                              |
| SFP-6     | 3000–4500                              |
| SFP-7     | >4500                                  |

Je kleiner der SFP-Wert, desto weniger elektrische Energie wird für die Förderung eines Kubikmeters Luft benötigt. Typische Werte liegen bei Großanlagen zwischen SFP-3 … SFP-4 und bei Kleinanlagen zwischen SFP-5 … SFP-7.
Nach der aktuellen Energieeinsparverordnung (EnEV 2013) sind Neuanlagen mit mehr als 4000 m³/h nur noch mit höchstens SFP-4 vorgesehen.